# Obereopsis subannulicornis
Obereopsis subannulicornis là một loài bọ cánh cứng trong họ Cerambycidae.